# Josh West
A. Joshua "Josh" West (født 25. marts 1977 i Santa Fe, New Mexico, USA) er en britisk tidligere roer.
West vandt sølv for Storbritannien ved OL 2008 i Beijing i disciplinen otter. Alex Partridge, Tom Stallard, Richard Egington, Tom Lucy, Alastair Heathcote, Matt Langridge, Colin Smith og styrmand Acer Nethercott udgjorde resten af besætningen. Der deltog otte både i konkurrencen, hvor Canada vandt guld, mens USA sikrede sig bronzemedaljerne. Han var også med i båden ved OL 2004 i Athen, hvor briterne sluttede på 9. pladsen.
West vandt desuden to VM-sølvmedaljer i firer uden styrmand samt to bronzemedaljer i otter.
West studerede på University of Cambridge og var fire gange med i universitets båd i det traditionsrige Oxford vs. Cambridge Boat Race på Themsen.

## OL-medaljer
- 2008:  Sølv i otter